# 최상진 (정치인)
최상진(1941년 7월 5일~)은 대한민국의 정치인이다. 제12·13대 국회의원을 지냈다.

## 역대 선거 결과
|  | 35.25% |

|  | 34.0% |

|  | 8.50% |